# Nakhl-e Ghānem
Nakhl-e Ghānem (persiska: نخل غانم) är en ort i Iran.   Den ligger i provinsen Bushehr, i den södra delen av landet, 900 km söder om huvudstaden Teheran. Nakhl-e Ghānem ligger 12 meter över havet och antalet invånare är 145.
Terrängen runt Nakhl-e Ghānem är varierad. Havet är nära Nakhl-e Ghānem åt sydväst. Närmaste större samhälle är Kangān, 4,8 km nordväst om Nakhl-e Ghānem. Trakten runt Nakhl-e Ghānem är ofruktbar med lite eller ingen växtlighet.